# 睿見教育
睿見教育國際控股有限公司，簡稱睿見教育國際控股和睿見教育（英語：Wisdom Education International Holdings Company Limited，港交所：6068），在2003年，由主席劉學斌和李素文，在總部東莞成立「東莞市光明中學」。其業務在中國內地經營高端小學及中學的民辦教育。
股份在2017年1月26日於港交所主板上市。全球招股定價為2.28港元，發行新股為5億股，而集資額為11.4億港元，用作擴展學校網絡及成立新學校。

## 連結
- wisdomeducationintl.com